# Estádio Nhozinho Santos
Het Estádio Nhozinho Santos is een multifunctioneel stadion in São Luís, een stad in Brazilië. 
Het stadion wordt vooral gebruikt voor voetbalwedstrijden, de voetbalclubs Esporte Clube Boa Vontade, Comerciário FC, Ferroviário EC, IAPE FC, Moto Club de São Luís en São José de Ribamar EC maken gebruik van dit stadion. In het stadion is plaats voor 11.429 toeschouwers. Het stadion werd geopend in 1950.